# Angeliño
José Ángel Esmorís Tasende, detto Angeliño (Coristanco, 4 gennaio 1997), è un calciatore spagnolo, difensore o centrocampista della Roma.

## Biografia
È fratello maggiore di Dani Tasende, anch'egli calciatore professionista.

## Caratteristiche tecniche
Di ruolo terzino sinistro, è di piede mancino, oltre che dotato di una buona tecnica e ottima velocità. Abile in dribbling, è anche un buon crossatore. Si distingue pure per lo spirito di sacrificio, mentre pecca in fase difensiva. Può giocare anche come ala sinistra a centrocampo o come esterno sinistro in una linea mediana a quattro; nella sua esperienza italiana ha talvolta ricoperto il ruolo di difensore sinistro in una difesa a tre.

## Carriera

### Club

#### Esordi, Manchester City e New York City
Angeliño ha iniziato la sua carriera calcistica all'età di dieci anni entrando a far parte del settore giovanile del Deportivo La Coruna.
Viene poi successivamente acquistato nell'estate 2012 dal Manchester City, per poi passare definitivamente nel gennaio 2013 nella squadra delle riserve. Il 2 dicembre 2014, viene convocato per la prima volta in prima squadra rimanendo però in panchina in una partita di Premier League giocata contro il Sunderland.
Nel giugno 2015, viene mandato in prestito per quattro mesi fino al mese di ottobre al New York City, dove disputa 14 partite in Major League Soccer, senza mai andare a segno con la maglia della squadra statunitense.
Tornato alla base, fa il suo debutto ufficiale con la prima squadra il 30 gennaio 2016, entrando all'81º minuto al posto di Gaël Clichy in una sfida di FA Cup giocata contro l'Aston Villa e vinta 4-0 dai Citizens. Nella stagione 2016-2017, con l'arrivo di Pep Guardiola, entra a far parte nella rosa del Manchester City. Il 24 agosto 2016 gioca nella sfida di ritorno degli spareggi di Champions League contro lo Steaua Bucarest, entrando al posto di Nolito. Il 21 settembre seguente gioca per la prima volta da titolare in una sfida di Football League Cup contro lo Swansea City nel ruolo di centrocampista interno.

#### Girona e Maiorca
Il 27 dicembre 2016 passa in prestito al Girona. Tuttavia non venendo mai utilizzato, il 31 gennaio 2017, dopo solamente un mese, cambia subito squadra passando in prestito con diritto di riscatto al Maiorca, club della seconda divisione spagnola.

#### NAC Breda e PSV
Insieme a molti altri giovani del Manchester City, tra cui il suo grande amico Ambrose, viene girato in prestito alla squadra olandese del NAC Breda, giocando in Eredivisie e risultandone il miglior terzino sinistro della stagione 2017-2018.
Tutto ciò aumenta l'interesse di molte squadre nei suoi confronti, e nel giugno 2018 viene acquistato dal PSV per 5 milioni di euro più bonus, 7 in totale. Sceglie nuovamente il numero 69, già scelto a Manchester e a Breda. Il 20 gennaio 2019 segna la sua prima rete con la maglia del PSV, nella partita pareggiata 2-2 in trasferta contro l'Emmen. Nella stagione con i bianco-rossi disputa complessivamente 43 partite segnando una rete, venendo premiato a fine stagione come talento dell'anno dell'Eredivisie.

#### Ritorno al Manchester City e RB Lipsia
Il 3 luglio 2019 fa ritorno al Manchester City per 12 milioni di euro, firmando un contratto fino al giugno 2023.
Il 31 gennaio 2020 passa in prestito fino al termine della stagione al RB Lipsia. Il 13 agosto si rivelerà fondamentale per il passaggio della propria squadra alle semifinali di Champions League, servendo l'assist vincente a Tyler Adams per la rete del definitivo 2-1. L'8 settembre successivo il RB Lipsia rinnova il prestito per un altro anno, con opzione per il riscatto.
Il 20 ottobre 2020 segna una doppietta nella prima partita del girone di Champions League contro il İstanbul Başakşehir, finita 2-0. Questi due gol sono inoltre i primi dello spagnolo in campo internazionale. Si ripete l'8 dicembre, nell'ultima partita del girone, segnando il primo gol nell'incontro decisivo per la qualificazione contro il Manchester United, che terminerà 3-2 in favore dei tori rossi e permette loro di passare il turno, a discapito degli inglesi. Il 12 febbraio 2021 viene acquistato a titolo definitivo dal club tedesco, legandosi con un contratto valido fino al 2025.

#### Prestiti in Germania e Turchia
Viene girato in prestito all'Hoffenheim, in Bundesliga, per la stagione 2022-2023. Debutta con la sua nuova maglia il 13 agosto 2022, in una gara contro il Bochum. Lo spagnolo offrirà da subito buone prestazioni, concludendo l'annata totalizzando 33 presenze e 10 assist.
Il 13 luglio 2023, viene ceduto in prestito al Galatasaray, nella Super Lig. Fa il proprio esordio con il club il 25 luglio, in una gara valida per le qualificazioni alla UEFA Champions League 2023-2024 contro i lituani dello Zalgiris Vilnius. Debutta in campionato il 12 agosto seguente, in un pareggio a reti bianche contro il Kayserispor. Successivamente, il 28 agosto, grazie ad una sua rete contro il Molde, garantirà la qualificazione in Champions League alla propria squadra. Con il club turco rimane fino al 29 gennaio, quando il prestito viene risolto e chiude la sua esperienza turca dopo aver collezionato, tra campionato e coppe, 19 presenze e siglando una rete.

#### Roma
Il 30 gennaio 2024, viene girato in prestito con diritto di riscatto alla Roma, in Serie A, fino al termine della stagione. Debutta in maglia giallorossa il 5 febbraio 2024, giocando da titolare la partita di campionato contro il Cagliari, vinta per 4-0.
Al termine della stagione, viene riscattato per circa cinque milioni di euro dal club capitolino.
Tra fine gennaio e l'inizio del mese di febbraio 2025, ha segnato in pochi giorni dapprima la prima rete in giallorosso nella partita dell'ottava giornata della fase campionato di UEFA Europa League, aprendo le marcature nel successo per 2-0 contro l'Eintracht Francoforte, per poi ripetersi in campionato siglando la rete del pareggio finale (1-1) contro il Napoli.

### Nazionale
Nel novembre 2013 ha giocato una partita per l'Under-17 spagnola. Il 16 ottobre del 2018 ha esordito nella nazionale Under-21 spagnola giocando come titolare per tutti e 90 i minuti, nella partita valida alla qualificazione agli Europei del 2019, vinta per 7-2 in trasferta dalle furie rosse contro l'Islanda.

## Statistiche

### Presenze e reti nei club
Statistiche aggiornate al 25 maggio 2025.
| Stagione               | Squadra                | Campionato             | Campionato | Campionato | Coppe nazionali | Coppe nazionali | Coppe nazionali | Coppe continentali | Coppe continentali | Coppe continentali | Altre coppe | Altre coppe | Altre coppe | Totale | Totale |
| Stagione               | Squadra                | Comp                   | Pres       | Reti       | Comp            | Pres            | Reti            | Comp               | Pres               | Reti               | Comp        | Pres        | Reti        | Pres   | Reti   |
| ---------------------- | ---------------------- | ---------------------- | ---------- | ---------- | --------------- | --------------- | --------------- | ------------------ | ------------------ | ------------------ | ----------- | ----------- | ----------- | ------ | ------ |
| 2014-2015              | Manchester City        | PL                     | 0          | 0          | FACup+CdL       | 0+0             | 0               | UCL                | 0                  | 0                  | -           | -           | -           | 0      | 0      |
| lug.-ott. 2015         | New York City          | MLS                    | 14         | 0          | USOC            | 0               | 0               | -                  | -                  | -                  | -           | -           | -           | 14     | 0      |
| nov. 2015-2016         | Manchester City        | PL                     | 0          | 0          | FACup+CdL       | 1+0             | 0               | UCL                | 0                  | 0                  | -           | -           | -           | 1      | 0      |
| 2016-gen. 2017         | Manchester City        | PL                     | 0          | 0          | FACup+CdL       | 0+1             | 0               | UCL                | 1                  | 0                  | -           | -           | -           | 2      | 0      |
| gen.-giu. 2017         | Maiorca                | SD                     | 17         | 0          | CR              | 0               | 0               | -                  | -                  | -                  | -           | -           | -           | 17     | 0      |
| 2017-2018              | NAC Breda              | ED                     | 34         | 3          | CO              | 1               | 0               | -                  | -                  | -                  | -           | -           | -           | 35     | 3      |
| 2018-2019              | PSV                    | ED                     | 34         | 1          | CO              | 0               | 0               | UCL                | 8                  | 0                  | SO          | 1           | 0           | 43     | 1      |
| 2019-gen. 2020         | Manchester City        | PL                     | 6          | 0          | FACup+CdL       | 2+3             | 0               | UCL                | 1                  | 0                  | CS          | 0           | 0           | 12     | 0      |
| Totale Manchester City | Totale Manchester City | Totale Manchester City | 6          | 0          |                 | 7               | 0               |                    | 2                  | 0                  |             | -           | -           | 15     | 0      |
| gen.-giu. 2020         | RB Lipsia              | BL                     | 13         | 1          | CG              | 1               | 0               | UCL                | 4                  | 0                  | -           | -           | -           | 18     | 1      |
| 2020-2021              | RB Lipsia              | BL                     | 26         | 4          | CG              | 4               | 1               | UCL                | 7                  | 3                  | -           | -           | -           | 37     | 8      |
| 2021-2022              | RB Lipsia              | BL                     | 29         | 2          | CG              | 5               | 0               | UCL+UEL            | 5+6                | 0+1                | -           | -           | -           | 45     | 3      |
| Totale RB Lipsia       | Totale RB Lipsia       | Totale RB Lipsia       | 68         | 7          |                 | 10              | 1               |                    | 22                 | 4                  |             | -           | -           | 100    | 12     |
| 2022-2023              | Hoffenheim             | BL                     | 33         | 0          | CG              | 2               | 1               | -                  | -                  | -                  | -           | -           | -           | 35     | 1      |
| 2023-gen. 2024         | Galatasaray            | SL                     | 8          | 0          | TK              | 0               | 0               | UCL                | 11                 | 1                  | -           | -           | -           | 19     | 1      |
| gen.-giu. 2024         | Roma                   | A                      | 16         | 0          | CI              | -               | -               | UEL                | 4                  | 0                  | -           | -           | -           | 20     | 0      |
| 2024-2025              | Roma                   | A                      | 38         | 2          | CI              | 2               | 0               | UEL                | 11                 | 2                  | -           | -           | -           | 51     | 4      |
| 2025-2026              | Roma                   | A                      | -          | -          | CI              | -               | -               | UEL                | -                  | -                  | -           | -           | -           | -      | -      |
| Totale Roma            | Totale Roma            | Totale Roma            | 54         | 2          |                 | 2               | 0               |                    | 15                 | 2                  |             | -           | -           | 71     | 4      |
| Totale carriera        | Totale carriera        | Totale carriera        | 268        | 13         |                 | 22              | 2               |                    | 58                 | 7                  |             | 1           | 0           | 349    | 22     |

### Cronologia presenze e reti in nazionale
| Cronologia completa delle presenze e delle reti in nazionale ― Spagna under 21 | Cronologia completa delle presenze e delle reti in nazionale ― Spagna under 21 | Cronologia completa delle presenze e delle reti in nazionale ― Spagna under 21 | Cronologia completa delle presenze e delle reti in nazionale ― Spagna under 21 | Cronologia completa delle presenze e delle reti in nazionale ― Spagna under 21 | Cronologia completa delle presenze e delle reti in nazionale ― Spagna under 21 | Cronologia completa delle presenze e delle reti in nazionale ― Spagna under 21 | Cronologia completa delle presenze e delle reti in nazionale ― Spagna under 21 |
| Data                                                                           | Città                                                                          | In casa                                                                        | Risultato                                                                      | Ospiti                                                                         | Competizione                                                                   | Reti                                                                           | Note                                                                           |
| ------------------------------------------------------------------------------ | ------------------------------------------------------------------------------ | ------------------------------------------------------------------------------ | ------------------------------------------------------------------------------ | ------------------------------------------------------------------------------ | ------------------------------------------------------------------------------ | ------------------------------------------------------------------------------ | ------------------------------------------------------------------------------ |
| 16-10-2018                                                                     | Reykjavík                                                                      | Islanda under 21                                                               | 2 – 7                                                                          | Spagna under 21                                                                | Qual. Europeo Under-21 2019                                                    | -                                                                              |                                                                                |
| 19-11-2018                                                                     | Caen                                                                           | Francia under 21                                                               | 1 – 1                                                                          | Spagna under 21                                                                | Amichevole                                                                     | -                                                                              | 76’                                                                            |
| Totale                                                                         |                                                                                | Presenze                                                                       | 2                                                                              |                                                                                | Reti                                                                           | 0                                                                              |                                                                                |

## Palmarès

### Club
- Community Shield: 1

Manchester City: 2019
- Coppa di Germania: 1

RB Lipsia: 2021-2022

### Individuale
- Squadra della stagione della UEFA Champions League: 1

2019-2020